# Visele sunt sacre
Visele sunt sacre (Earth is Room Enough) este o colecție de povestiri și poezii din 1957 de Isaac Asimov. A fost publicată la 3 octombrie de către editura Doubleday.
A fost tradusă de Mihai-Dan Pavelescu și a apărut în 1999 în Colecția Sci-Fi (nr. 29) a Editurii Teora.

## Cuprins
- Trecutul mort - "The Dead Past" (1956)
- Fundației succesului S.F. - "The Foundation of S.F. Success" (1954, poezie)
- Dreptul de a vota - "Franchise" (1955; povestire din seria Multivac)
- Trei direcții - "Gimmicks Three" (1956)
- Copilării - "Kid Stuff" (1953)
- Tărâmul apelor - "The Watery Place" (1956)
- Spațiu locuibil - "Living Space" (1956)
- Mesajul - "The Message" (1955)
- Satisfacție garantată - "Satisfaction Guaranteed" (1951; povestire din seria Susan Calvin cu roboti)
- Focul Gheenei - "Hell-Fire" (1956)
- Trâmbița de pe urmă - "The Last Trump" (1955)
- Distracție adevărată - "The Fun They Had" (1951)
- Bufonul - "Jokester" (1956; povestire din seria Multivac)
- Bardul nemuritor - "The Immortal Bard" (1953)
- Într-o bună zi - "Someday" (1956; povestire din seria Multivac)
- Chinul autorului - "The Author's Ordeal" (1957, poezie)
- Visele sunt sacre - "Dreaming Is a Private Thing" (1955)

## Vezi și
- 1957 în științifico-fantastic
- Lista volumelor publicate în Colecția Sci-Fi (Editura Teora)

## Legături externe
- Earth is Room Enough la Internet Speculative Fiction Database